# Бернвард фон Хилдесхайм
Бернвард фон Хилдесхайм (на немски: Bernward von Hildesheim, „Schützer vor dem Bären“) е епископ на Хилдесхайм (993 – 1022). Той е Светия на католическата църква.

## Живот
Произлиза от богатата и знатна саксонска благородническа фамилия Имединги. Близък роднина е с епископ Майнверк фон Падерборн († 1036) и сестра му графиня Света Емма фон Лезум († 1038). Баща му вероятно е пфалцграф Дитрих от Саксония († 6 март 995) и Фритеруна, вероятно дъщеря на Адалберо от Саксония († 982) и втората му съпруга Ида Швабска († 986). Майка му Фритеруна е сестра на Фолкмар (Попо) († 991), епископ на Утрехт (976 – 990). Брат е на Бернвард, архиепископ на Хамбург-Бремен (1013 – 1029), и на света Юдит фон Рингелхайм († 13 март началото на 11 век), абатиса на манастир Рингелхайм (днес част от Залцгитер).
Бернвард прекарва детството си при дядо му по майчина линия, пфалцграф Адалберо от Саксония. Той учи в катедралното училище Хилдесхайм. През 977 г. вероятно чичо му епископ Фолкмар фон Утрехт – преди това канцлер на император Ото II, го въвежда в двора и той учи за нотар. От 987 г. той е в двора на императрица Теофану, която води регентството и е авторка на владетелски документи. От 987/988 – 993 г. Бернвард е възпитател на крал Ото III.
На 15 януари 993 г. той е помазан за епископ от архиепископа на Майнц Вилигис. Неговата служба е през епохата на саксонските императори, които произлизат около Хилдесхайм, и са свързани с него. Бернвард построява стена с дванадесет врати на територията на катедралата и построява в страната други замъци за защита от съседните славянски племена. Той се грижи за духовния живот в диоцезата си и за бедните.
Бернвард е канонизиран като светия от папа Целестин III (1191 – 1198). Чества се на 20 ноември.
- Ценният евангелиар на епископ Бернвард; ляво Бернвард с евангелиара, дясно Мария, патронка на катедралата, като Носещата попеда Божествена майка
- Бернвард фон Хилдесхайм като фигура на покрива на художествено-исторически музей, Виена
- Саркофагът на Бернвард фон Хилдесхайм в църквата „Св. Михаелис“ в Хилдесхайм

## Първоизточници
- Тангмар: Vita Bernwardi episcopi Hildesheimensis. In: Monumenta Germaniae Historica
- Leben des heiligen Bernward, Bischof von Hildesheim, verfasst von Thangmar (?), in: Lebensbeschreibungen einiger Bischöfe des 10.-12. Jahrhunderts, übersetzt von Hatto Kallfelz. (Ausgewählte Quellen zur deutschen Geschichte des Mittelalters 22), Darmstadt 1973, S. 263 – 361
- Титмар Мерзебургски: Chronik. Übersetzt von Werner Trillmich. (Freiherr vom Stein-Gedächtnisausgabe 9), Darmstadt 1957. Lateinischer Text in Monumenta Germaniae Historica
- Historia canonizationis et translationis S. Bernwardi episcopi // ActaSS. Oct. T. 9. Col. 1024 – 1034